# Svábföld

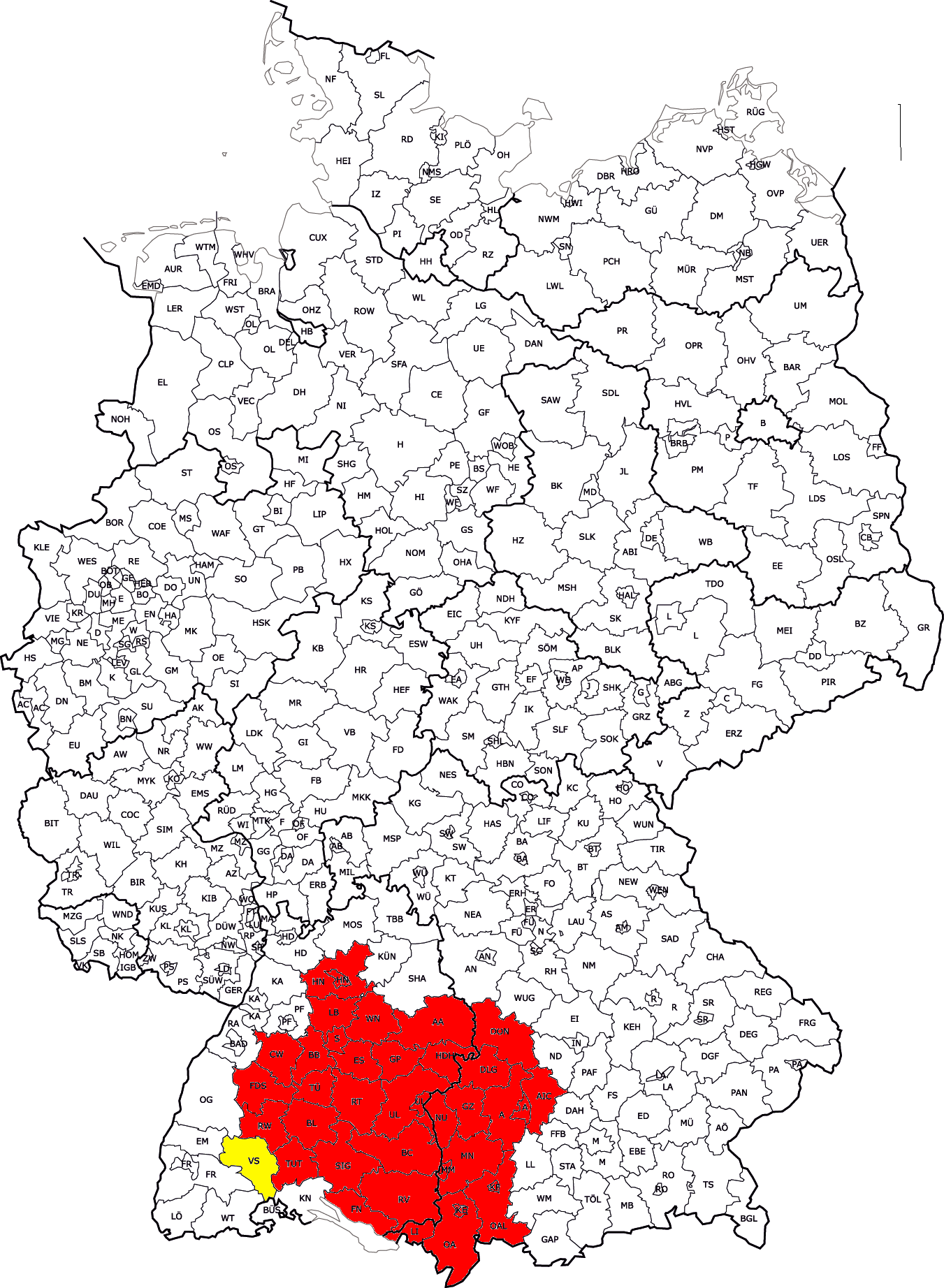
A mai Svábföld Németország területén

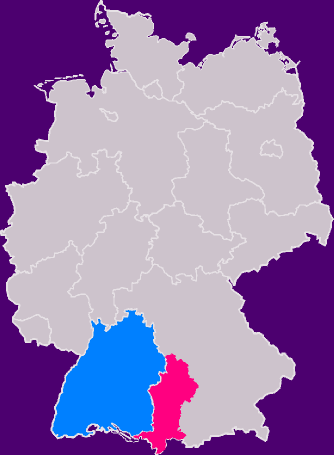
Kékkel Baden-Württemberg, pirossal Bajorország Schwaben körzete.

Svábföld Németország egyik történeti, nyelvi, etnikai régiója, nagyjából a mai Baden-Württemberg tartományt és Bajorország nyugati részét valamint Svájc északabbi részét foglalja magában. Nevét a Római Birodalom bomlásakor a 3. században a területre benyomuló alemannokról, másképpen szvévekről, szvébekről vagy svábokról kapta. A középkorban a mai német Svájc, Liechtenstein, Vorarlberg és Elzász is Svábföld részét képezte.
A Frank Birodalom és a Német-római Birodalom idején a 13. századig a Sváb Hercegség volt a birodalom öt germán törzsi hercegségének egyike. Innen származtak olyan híres dinasztiák, mint a Hohenstaufenek, Habsburgok és Hohenzollernek. A 13. században Konrád kivégzése után a hercegséget részekre szedték. A 16. században I. Miksa német-római császár adminisztratív reformja keretében, mint Sváb körzetet, egyesítette a még Németországhoz tartozó részeket.